# Châtelat
Châtelat (Duits (verouderd): Schestellat) is een plaats en voormalige gemeente in het Zwitserse kanton Bern en maakt deel uit van het district Jura bernois.
Châtelat telt 105 inwoners. In 2015 is de gemeente gefuseerd met de gemeenten Monible, Sornetan en Souboz en hebben de gemeente Petit-Val gevormd.
Châtelat · Monible · Sornetan · Souboz